# Romancista
Romancista é um autor ou escritor de romance, mesmo que muitas vezes os romancistas também escrevam livros de outros gêneros literários, de ficção e não-ficção. Alguns romancistas são escritores profissionais do gênero, tendo como meio de vida escrever romances, e outras ficções, mas também há romancistas que escrevem como forma de se expressar.  
Lançar o romance de estreia é um marco para o romancista.

## Descrição
A recepção dos leitores, e a crítica literária, ligam muitos romancistas a suas experiências de vida, associando a obra, ou personagem, ao autor. Leitores, e a crítica literária, podem associar o conteúdo ficcional de um romance a vida pessoal e identidade do autor. Por essa razão, o ambiente criado pelo romancista em sua obra, e a recepção de seus romances, podem ser influenciados por sua origem ou identidade. Da mesma forma, alguns romancistas adquirem identidades derivadas do foco de suas criações em diferentes gêneros de ficção, como crime, romance ou romances históricos .
Romancistas e críticos atribuem uma responsabilidade e função social aos escritores de romances, que podem variar entre representar a realidade, e propagar uma ideia.

## Etimologia
Romancista é um termo derivado de "romance", que se refere ao "escritor de romances". O Oxford English Dictionary apresenta outras definições de romancista, tendo aparecido pela primeira vez nos séculos XVI e XVII para se referir a "um inovador (em pensamento ou crença); alguém que introduz algo novo ou que favorece a novidade", ou "uma pessoa inexperiente; um novato." No entanto, o OED atribui o significado contemporâneo primário de "um escritor de romances" como aparecendo pela primeira vez no livro, de 1633, "East-India Colation", de C. Farewell, citando a passagem "It beeing a pleasant observation (at a distance) to note the order of their Coaches and Carriages..As if (presented to a Novelist) it had bin the spoyles of a Tryumph leading Captive, or a preparation to some sad Execution". ("É uma visão agradável (à distância) observar a ordem de seus Vagões e Carruagens…Como se (apresentado a um romancista) houvesse no vagão com os saqueadores alguma Conquista em estar à frente dos Prisioneiros, ou uma preparação para alguma triste Execução". De acordo com o Google Ngrams Viewer, o termo romancista aparece pela primeira vez no banco de dados do Google Books em 1521.

## Processo, publicação e profissão

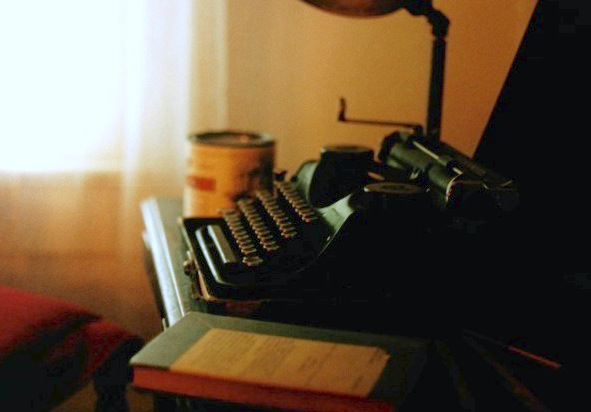
A máquina de escrever Underwood Universal Portable de William Faulkner em seu escritório em Rowan Oak, que agora é mantido pela Universidade do Mississippi, em Oxford, como um museu.

A diferença entre romancistas profissionais e amadores é a forma como publicam suas obras. Muitas pessoas adotam a escrita de romances como hobby, mas as dificuldades de distribuir obras ficcionais em grande escala impede a divulgação dos romances. Depois que os autores concluem um romance, eles geralmente tentam publicá-lo. O mercado editorial exige que os romances tenham nichos lucrativos acessíveis, portanto, muitos romancistas se auto publicam para contornar as dificuldades de serem publicados por uma editora. A auto publicação tem sido uma opção para os escritores, que utilizam o serviço de editoras para imprimir livros autofinanciados. Nesse cenário, ao contrário do mercado editorial tradicional, as atividades legadas a uma editora, como a distribuição e promoção do livro, passam a ser de responsabilidade do autor. O crescimento da Internet, e dos livros eletrônicos, tornou a auto publicação mais barata e uma forma possível para os autores obterem renda.
Os romancistas aplicam métodos diferentes para escrever seus romances, se valendo de uma variedade de abordagens para inspirar a criatividade. Algumas instituições incentivam escritores amadores a praticar a escrita de romances para desenvolver essas técnicas, que variam de autor para autor. Por exemplo, o grupo baseado na Internet, National Novel Writing Month, incentiva as pessoas a escrever romances de 50 000 palavras, no mês de novembro, para dar aos romancistas a prática de concluir suas obras. No evento de 2010, mais de 200 000 pessoas participaram — escrevendo um total de mais de 2,8 bilhões de palavras.

## Idade e experiência
Muitos romancistas publicam seus primeiros romances numa fase mais madura da vida. No entanto, alguns começam a escrever ainda jovens. Por exemplo, Iain Banks (1954–2013), começou a escrever aos onze anos, e aos dezesseis finalizou seu primeiro romance, "The Hungarian Lift-Jet", sobre traficantes de armas internacionais. Apesar disso, ele tinha trinta anos quando publicou seu primeiro romance, em 1984, o controverso The Wasp Factory. O sucesso deste romance permitiu que Banks se tornasse um romancista em tempo integral. Frequentemente, a juventude de um escritor importante, mesmo que não seja publicada, é valorizada pelos estudiosos porque fornece uma visão da biografia de um autor, além de referenciar a abordagem de sua escrita. Por exemplo, a juventude da família Brontë, que retrata seu mundo imaginário em Gondal, atualmente na Biblioteca Britânica, forneceu informações importantes sobre seu desenvolvimento como escritor.
Ocasionalmente, os romancistas publicam o primeiro romance ainda na adolescência. Um exemplo é Patrick O'Brian, que publicou Caesar: The Life Story of a Panda-Leopard, aos quinze anos, o que lhe rendeu uma considerável atenção da crítica. Da mesma forma, The House Without Windows, de Barbara Newhall Follett, foi aceito e publicado pela editora A. A. Knopf, em 1927, quando ela tinha treze anos, tendo sido aclamado pela crítica do New York Times, do Saturday Review e por H. L. Mencken. Em alguns casos, essas obras também alcançaram sucesso popular. Como exemplo pode-se citar Eragon, de Christopher Paolini, publicado quando ele tinha quinze anos. Embora não tenha recebido boas críticas, sua popularidade entre os leitores o colocou na lista dos livros infantis mais vendidos do New York Times por 121 semanas.
Os romancistas iniciantes, de qualquer idade, muitas vezes não conseguem publicar suas obras, devido a uma série de razões, que vão da inexperiência do autor às realidades econômicas das editoras. Frequentemente, os autores precisam encontrar pessoas que os ajudem no mercado editorial, geralmente agentes literários, para publicar com sucesso seus romances de estreia. Às vezes, novos romancistas se auto publicam, porque as editoras são cautelosas em investir em livros de um autor desconhecido para o público.
Devido à dificuldade de publicar o primeiro romance, especialmente em uma idade jovem, há uma série de prêmios para romancistas jovens e estreantes, que destacam trabalhos excepcionais de autores novos e/ou jovens.

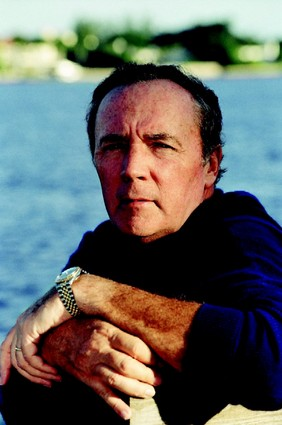
O romancista James Patterson, um dos romancistas contemporâneos de maior sucesso financeiro, tendo faturado US$ 70 milhões em 2010.

## Renda

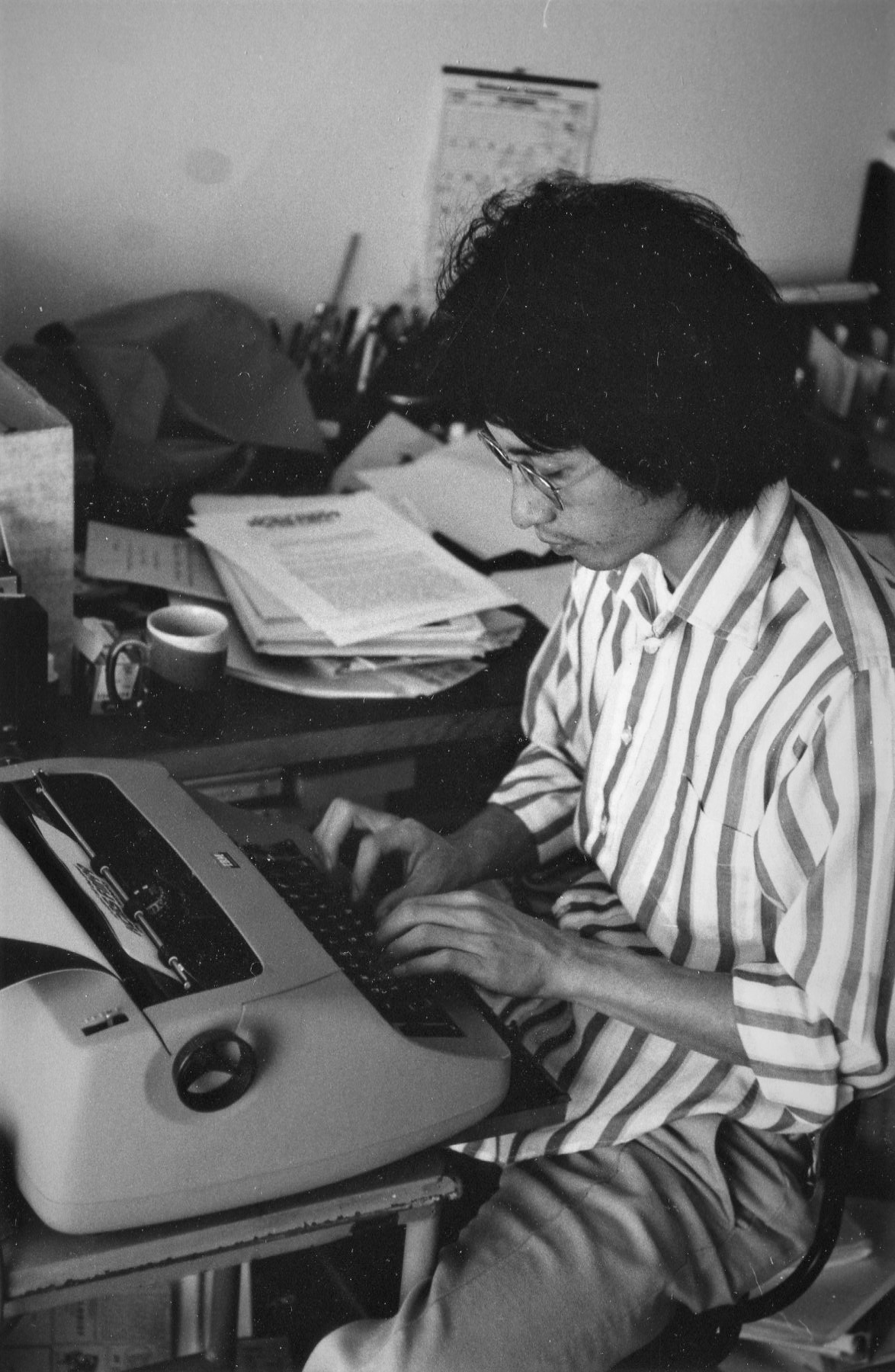
O romancista Shawn Wong, trabalhando em seu primeiro romance, publicado em 1979.

Nos mercados editoriais britânico e estadunidense contemporâneos, a maioria dos autores recebe apenas um pequeno adiantamento financeiro antes da publicação de um romance de estreia. Nas raras exceções em que se prevê grande tiragem e alto volume de vendas, o aporte pode ser maior. No entanto, uma vez que um autor se estabeleceu, é possível se obter uma renda estável, desde que permaneçam produtivos como escritores. Além disso, muitos romancistas, mesmo os publicados, possuem outras fontes de renda, como ensinar redação criativa em instituições acadêmicas, deixando a escrita de romances como um trabalho secundário.

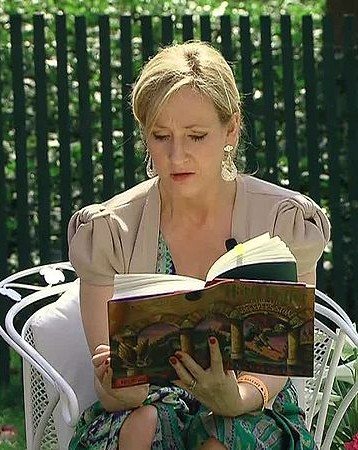
A autora J. K. Rowling lê Harry Potter e a Pedra Filosofal, no Easter Egg Roll, na Casa Branca. Captura de tela retirada do vídeo oficial da Casa Branca.

Poucos romancistas se tornam celebridades literárias, ou ficam muito ricos apenas com a venda de seus romances. Exemplos incluem escritores como James Patterson, que foi o autor mais bem pago em 2010, ganhando 70 milhões de dólares, superando outros romancistas e autores de não-ficção. Outros milionários literários com sucessos populares são J. K. Rowling, autora da série Harry Potter, Dan Brown autor de O Código Da Vinci, o romancista histórico Bernard Cornwell e a autora da série Crepúsculo, Stephenie Meyer.

## Experiência pessoal
As experiências pessoais do romancista muitas vezes moldam o que eles escrevem, e como os leitores e críticos interpretam seus romances. A recepção literária há muito se baseia em práticas de leitura que envolvem a crítica biográfica, na qual se presume que a vida do autor influencia as temáticas das obras. Algumas correntes de crítica usam essas informações sobre o autor para estabelecer as intenções do romancista com sua obra. No entanto, os críticos literários pós-modernos frequentemente denunciam esta abordagem; a mais notável dessas críticas vem de Roland Barthes, que argumenta, em seu ensaio "A morte do autor", que o autor não deve influenciar a recepção e os significados derivados de sua obra.
Outras abordagens teóricas da crítica literária exploram a influência não intencional do autor sobre sua obra; métodos como a teoria psicanalítica, ou os estudos culturais, presumem que a obra produzida por um romancista representa partes fundamentais da identidade do autor. Milan Kundera descreve as tensões entre a identidade do romancista e a obra que ele produz, no ensaio publicado na revista The New Yorker, "O que é um romancista?"; ele escreve que a "honestidade do romancista está ligada à influência vil de sua megalomania […] A obra não é simplesmente tudo o que um romancista escreve — cadernos, diários, artigos. É o resultado final de um longo trabalho em um projeto estético […] O romancista é o único mestre de sua obra. Ele é o seu trabalho." A estreita ligação da identidade com o trabalho do romancista faz com que elementos particulares, seja de classe, gênero, sexualidade, nacionalidade, raça ou identidade, influenciem a recepção de seu trabalho.

## Classe socioeconômica
Historicamente, devido à quantidade de tempo e dos conhecimentos necessários para escrever romances, muitos romancistas vinham da classe média alta. No entanto, homens e mulheres das classes trabalhadoras começaram a publicar romances no século XX. Isso inclui, na Grã-Bretanha, por exemplo, nomes como Walter Greenwood, Love on the Dole (1933), nos Estados Unidos, B. Traven, The Death Ship (1926), e Agnes Smedley, Daughter of Earth (1929) e, na Rússia, Nikolay Ostrovsky, How the Steel Was Tempered (1932). Na metade no século XX, na Grã-Bretanha dos anos 1950, surgiu um grupo de escritores conhecido como "jovens irritados", que incluía os romancistas Alan Sillitoe e Kingsley Amis, que vieram da classe trabalhadora e escreveram sobre a cultura da classe trabalhadora.

## Identidade nacional ou baseada no local
Os romancistas são frequentemente analisados de acordo com um conceito de identidade nacional, sugerindo que os romances as traduzem. Em algumas literaturas a identidade nacional molda a autodefinição de muitos romancistas. Por exemplo, na literatura dos Estados Unidos, muitos romancistas começaram a criar o "Grande Romance Americano", ou um romance que define a experiência americana de seu tempo. Outros romancistas se envolvem política ou socialmente com a identidade de outros membros de sua nacionalidade e, assim, ajudam a definir essa identidade nacional. Por exemplo, o crítico Nicola Minott-Ahl descreve a Notre-Dame de Paris, de Victor Hugo, ajudando diretamente na criação da identidade política e social francesa de meados do século XIX.
Alguns romancistas tornam-se fortemente ligados a um determinado lugar ou região geográfica e, portanto, recebem uma identidade baseada na identidade desse lugar. Em sua discussão sobre a história da associação de romancistas com seu lugar de origem, na literatura britânica, o crítico D. C. D. Pocock escreveu que este sentimento de identidade não se desenvolveu naquele cânone até um século depois que a forma do romance se solidificou, no início do século XIX. Frequentemente, essa literatura regional britânica captura o caráter social e local de uma determinada região, concentrando-se em características específicas, como dialeto, costumes, história e paisagem (também chamada de cor do local): "Tal local provavelmente será rural e/ou provinciano". Os romances de Thomas Hardy (1840–1928) podem ser descritos como regionais pela forma como ele faz uso desses elementos, se referindo a parte do oeste da Inglaterra, que ele chama de Wessex. Outros escritores britânicos, que foram classificados como romancistas regionais, são as irmãs Brontë e escritores como Mary Webb (1881–1927), Margiad Evans (1909–1958) e Geraint Goodwin (1903–1942), associados à fronteira galesa. George Eliot (1801–1886), por sua vez, é associado às áreas rurais de Midlands, enquanto Arnold Bennett (1867–1931) é o romancista das olarias de Staffordshire. Da mesma forma, a contribuição do romancista e poeta Walter Scott (1771–1832), na criação de uma identidade unificada da Escócia, foi uma das mais populares em toda a Europa. Os romances de Scott foram influentes na recriação de uma identidade escocesa que a sociedade britânica de classe alta poderia abraçar.

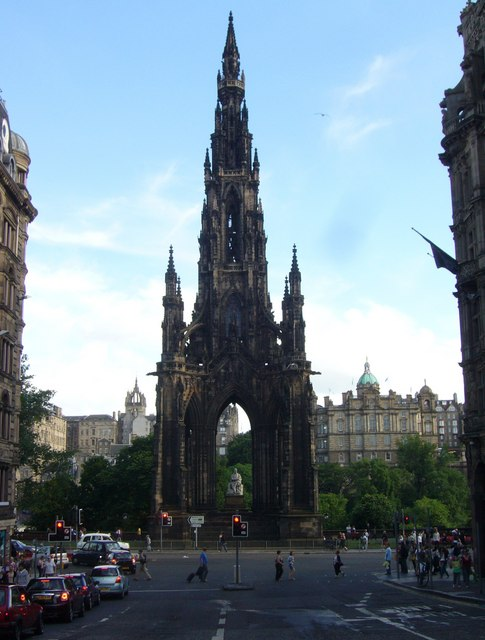
O Monumento Scott, na Princes Street de Edimburgo.

Na ficção americana, o conceito de regionalismo literário americano permite que muitos gêneros de romance sejam associados a regiões específicas, influenciando na recepção dos romancistas. Por exemplo, ao escrever romances de faroeste, Zane Gray foi descrito como um "romancista que define o lugar", por definir a fronteira ocidental na consciência dos americanos, no início do século XX, ligando-se, como indivíduo, à sua representação desse espaço.
Da mesma forma, romancistas como Mark Twain, William Faulkner, Eudora Welty e Flannery O'Connor são frequentemente descritos como escritores que representam uma tradição particular da literatura sulista, na qual os temas relevantes para o sul dos Estados Unidos estão associados às suas próprias identidades como autores. Por exemplo, William Faulkner ambientou muitos de seus contos e romances no Condado de Yoknapatawpha, que é baseado, e quase geograficamente idêntico, ao Condado de Lafayette, em Oxford, Mississippi, sua terra natal. Além do componente geográfico da literatura do sul, certos temas surgiram devido às posturas históricas dos estados daquela região em relação à escravidão, à Guerra Civil Americana e à Reconstrução. A cultura conservadora do sul também produziu uma forte influência nos romancistas de lá, no que tange o significado da família, religião, comunidade, e o uso do dialeto sulista.

## Gênero e sexualidade
Os romancistas frequentemente são avaliados, pela crítica contemporânea, com base em seu gênero ou tratamento de gênero. Em grande parte, isso tem a ver com os impactos das expectativas culturais de gênero no mercado literário e nos leitores. A crítica literária, especialmente desde o surgimento da teoria feminista, analisa como as mulheres, historicamente, experimentaram um conjunto muito diferente de expectativas de escrita com base em seu gênero. Por exemplo, os editores de The Feminist Companion to Literature in English argumentam: "Seus textos emergem e intervêm em condições geralmente muito diferentes daquelas que produziram a maior parte da escrita dos homens." Não é uma questão de assunto ou postura política de uma autora em particular, mas de seu gênero: sua posição como mulher no mercado literário.
A posição das mulheres no mercado literário pode mudar o debate público sobre as romancistas e seu lugar na cultura popular, levando a debates sobre sexismo. Por exemplo, em 2013 a romancista americana Amanda Filipacchi escreveu um editorial, no jornal The New York Times, questionando a categorização da Wikipédia de romancistas americanas dentro de uma categoria distinta, o que gerou uma quantidade significativa de cobertura da mídia descrevendo a abordagem da Wikipedia como sexista. Para a escritora, a representação pública de mulheres romancistas dentro de outra categoria marginaliza e define mulheres romancistas, como ela, fora do campo de "romancistas americanos", dominado por homens. No entanto, outros críticos, debatendo a controvérsia, também observaram que, ao remover categorias como "romancista feminina" ou "escritora lésbica" da descrição de minorias sexuais ou de gênero, se diminui a capacidade de descoberta desses autores e autoras por outras pessoas que compartilham essa identidade.
Da mesma maneira, devido aos debates trazidos pelo feminismo, os exames de temas masculinos e a performance da "masculinidade" de um autor são uma abordagem nova, e cada vez mais proeminente nos estudos críticos dos romances. Por exemplo, alguns acadêmicos, que estudam a ficção vitoriana, passam um tempo considerável analisando como a masculinidade molda e afeta as obras, por causa de sua proeminência na ficção do período vitoriano.

## Ficção popular
Tradicionalmente, o mercado editorial distingue ficção literária como obras elogiadas por alcançar maior mérito literário, e ficção popular [en] como romances escritos dentro das expectativas de gêneros publicados como produtos de consumo. Assim, muitos romancistas são considerados escritores de ficção literária ou de ficção popular. A romancista Kim Wright, no entanto, observa que tanto as editoras quanto os romancistas literários estão se dedicando à "ficção popular" devido ao seu potencial de sucesso financeiro e sua recepção mais positiva entre os críticos. Wright dá exemplos de autores como Justin Cronin, Tom Perrotta e Colson Whitehead, todos fazendo essa transição.
No entanto, publicar romances populares, às vezes, restringe que o romancista escreva sobre outros temas de seu interesse. Ao descrever sobre o lugar do romancista popular no mercado editorial, Kim Wright diz que muitos autores, especialmente aqueles que costumam escrever ficção literária, se preocupam com "o perigo de que a ficção popular seja um beco sem saída", com os editores publicando apenas ficção popular daquele autor, para suprir as expectativas do leitor, sendo "que uma vez que um escritor entra nisso, ele nunca vai sair". Poucos escritores realizaram esta transição; Wright descreve romancistas como Stephen King como exceção e não a norma. Outros críticos e escritores, que defendem os méritos da ficção popular, frequentemente apontam para King como um exemplo de ponte entre os gêneros populares e o mérito literário.

## Função e objetivo
Críticos literários, e os próprios romancistas, questionam sua função na sociedade e na arte. Por exemplo, Eudora Welty, que em 1965 escreveu o ensaio "Must the Novelist Crusade?", no qual faz uma distinção entre romancistas que relatam a realidade, "tomando a vida como ela já existe, não para denunciá-la, mas para torná-la um objeto, com o objetivo de que a obra acabada possa conter essa vida dentro de si e oferecê-la ao leitor", e jornalistas, que exercem o papel de "cruzadores", defendendo posições específicas e usando seu ofício como ferramenta política. Da mesma maneira, na década de 1950, Ralph Ellison, escreveu o ensaio "Society, Morality, and the Novel", no qual analisa o romancista como necessário para "recriar a realidade, nas formas que sua visão pessoal as vê, enquanto joga e luta com as ilusórias imagens "eidéticas" deixadas na mente através do processo de mudança social". No entanto, Ellison também observa nos romancistas da Geração Perdida, como Ernest Hemingway, o não aproveitando o máximo do peso moral e da influência disponíveis para os romancistas, apontando que Mark Twain e Herman Melville são melhores exemplos de uso desta influência. Vários desses ensaios, como "Responsibilities of a Novelist", do crítico literário Frank Norris, destacam essas justificativas morais e éticas para sua abordagem, tanto para escrever romances quanto para criticá-los.
Ao definir sua descrição da função do romancista modernista, no ensaio Modern Fiction, Virginia Woolf defende uma representação da vida não interessada nos detalhes específicos, exaustivamente representados pelo realismo russo, e sim na representação de uma "miríade de impressões" criadas a partir da experiência da vida. Sua definição, feita neste ensaio e desenvolvida em outros, ajudou a definir o movimento literário modernista inglês. Ela argumenta que o romancista deveria representar "não uma série de lamparinas dispostas simetricamente; [ao contrário] a vida é uma auréola luminosa, um envelope semitransparente que nos envolve desde o início da consciência até o seu fim. Não é tarefa do romancista expressar esta variedade de espíritos, desconhecidos e incircunscritos, qualquer que seja a aberração ou complexidade que possa exibir, com a menor mistura possível do estranho e externo?" 